# روزاليند جوين
روزاليند وارد غوين (بالإنجليزية: Rosalind Ward Gwynne) كانت باحثة بريطانية في اللغة العربية والدراسات الإسلامية. وهي معروفة بعملها على تفسير الطبري، وتحديدًا تحقيقها وترجمتها لأحد أجزائه، وتدريسها في جامعات متعددة.

## التعليم
تلقت غوين تعليمها في جامعة أكسفورد، حيث درست اللغة العربية، ثم أكملت دراساتها العليا في نفس المجال.

## العمل الأكاديمي
ركزت أبحاث غوين بشكل أساسي على القرآن وتفاسيره الكلاسيكية، خصوصًا تفسير محمد بن جرير الطبري، أحد أكثر المفسرين تأثيرًا في التراث الإسلامي. يُعد تحقيقها وترجمتها لأحد أجزاء تفسير الطبري (الجزء المتعلق بسورة البقرة) مساهمة مهمة في الدراسات الإسلامية باللغة الإنجليزية.

## منشورات مختارة
- Gwynne, Rosalind Ward. *The Qur'ān and its interpreters: Volume 1: The Commentary on al-Baqarah by al-Ṭabarī*. Oxford University Press, 2004.